# Михайлов, Виталий Александрович
Виталий Александрович Михайлов (14 мая 1931, Симаково, Ивановская Промышленная область — 25 июня 1990, Кривой Рог, Днепропетровская область) — советский учёный в области горного дела, горный инженер. Доктор технических наук (1972), профессор (1979).

## Биография
Родился 14 мая 1931 года в селе Симаково (ныне — Камешковского района Владимирской области).
В 1955 году окончил Московский горный институт. В 1955—1959 годах — в Московском горном институте: ассистент, старший инженер. В 1958—1962 годах — в Научно-исследовательском институте нерудных материалов (Тольятти): научный сотрудник, начальник горного отделения.
В 1962—1973 годах — в Научно-исследовательском институте «Металлургвентиляция» (Кривой Рог): старший научный сотрудник, заведующий лабораторией по борьбе с пылью и вредными газами при открытой разработке руд. С 1973 года — в Криворожском горнорудном институте: доцент, заведующий кафедрой горного транспорта, проректор по научной работе.
Умер 25 июня 1990 года в городе Кривой Рог.

## Научная деятельность
Специалист в области охраны труда в горном деле и рудничном транспорте. Автор 12 монографий, 175 научных статей, 13 изобретений.

### Научные труды
- Борьба с пылью и газами на карьерах / М., 1973 (соавтор);
- Аэрология карьеров / М., 1975 (соавтор);
- Пылеподавление при выемочно-погрузочных работах на рудных карьерах / М., 1976;
- Транспортные машины рудных карьеров / Киев, 1985;
- Автоматизированное проектирование конвейерных поездов // Промышленный транспорт. — 1987. — № 6 (соавтор).